# Inhibiteur sélectif de la recapture de la sérotonine
Les inhibiteurs sélectifs de la recapture de la sérotonine (ISRS ; SSRI (Selective Serotonin Reuptake Inhibitor) en anglais) sont une classe médicamenteuse de psychotropes, de type antidépresseurs. Ils opèrent dans le cerveau, notamment en augmentant le taux d'un neurotransmetteur appelé sérotonine (5-hydroxytryptamine ou 5-HT). Ils agissent en inhibant la recapture de la sérotonine au niveau de la synapse. 
Les ISRS sont fréquemment prescrits, outre leur indication principale qu'est la dépression, dans les cas d'anxiété et de trouble obsessionnel compulsif et dans les douleurs neuropathiques réfractaires (duloxétine), en réduisant la charge émotionnelle, en augmentant le tonus (effet booster) et en créant une désinhibition potentiellement dangereuse (virage maniaque, bipolarité iatrogène au niveau du gyrus cingulaire). Ils ont aussi un effet négatif sur la libido (diminution ou absence de désir sexuel) ; cet effet indésirable permet  de retarder l'orgasme chez les hommes souffrant d'éjaculation précoce avec un succès estimé de 60 % en l'absence d'études sérieuses.
Ce sont les antidépresseurs les plus prescrits dans de nombreux pays.

## Indications
La principale indication des ISRS réside dans le traitement de la dépression associé à une psychothérapie. Les ISRS sont souvent prescrits pour les troubles anxieux (comme la phobie sociale et les troubles paniques), les troubles obsessionnels compulsifs et le syndrome de stress post-traumatique. Ils sont aussi très souvent prescrits pour lutter contre l’impulsivité et l’irritabilité ainsi que les symptômes anxieux et dépressifs du trouble de la personnalité borderline malgré le manque de preuves solides,. Ils sont aussi utilisés pour traiter les troubles de dépersonnalisation malgré de faibles résultats.
La plupart des essais cliniques ont donné des résultats négatifs concernant l'utilisation des antidépresseurs de type ISRS dans le traitement de l'anorexie mentale.

## Liste d'ISRS
Les médicaments de cette classe comprennent diverses molécules. Ils ont un nom reconnu internationalement : la dénomination commune internationale. Les génériques reprennent souvent cette DCI. Les noms commerciaux entre parenthèses sont ceux que l'on trouve en France, il existe de nombreuses autres appellations en fonction des pays.
- la fluoxétine (Prozac) ;
- la paroxétine (Deroxat, Divarius, Paxil) ;
- la sertraline (Zoloft) ;
- le citalopram (Seropram, Celexa) ;
- l'oxalate d'escitalopram (Seroplex, Cipralex) ;
- l'indalpine (en) ;
- la zimelidine ;
- la dapoxétine (Priligy) ;
- le maléate de fluvoxamine (Floxyfral) ;

### Agents proches
Il existe des inhibiteurs de la recapture de la sérotonine non sélectifs :
- les IRSNa : les inhibiteurs de la recapture de la sérotonine et de la noradrénaline : duloxétine (Cymbalta), venlafaxine (Effexor) ;
- les inhibiteurs de la recapture de la sérotonine de la noradrénaline et de la dopamine ;
- les promoteurs sélectifs de la recapture de la sérotonine : tianeptine (Stablon) ;

## Autres types d'antidépresseurs
Les ISRS ne sont pas la seule famille d'antidépresseurs existant.
D'autres sont des antagonistes de la sérotonine, ou inhibent d'autres récepteurs ou enzymes :
- les antidépresseurs tricycliques ;
- les inhibiteurs de monoamine oxydase ;
- un antidépresseur mélatoninergique, l'agomélatine ;
- un agoniste dopaminergique (pramipexole), non classifié comme un antidépresseur et ne faisant pas l'objet d'une AMM dans le cadre de la dépression, mais faisant l'objet de recherches dans cette indication ;
- un antipsychotique atypique (aripiprazole), agoniste dopaminergique partiel, faisant l'objet d'une AMM dans le cadre de la dépression, en association avec un ISRS ;
- la plante appelée millepertuis perforé.

### Suppléments de 5-HTP au lieu d'ISRS
Une alternative controversée à la prescription d'ISRS est la supplémentation en 5-HTP, dont le mécanisme d'action est différent : au lieu d'interrompre la recapture de la sérotonine, le 5-HTP, étant un précurseur de la sérotonine, permet d'en augmenter la concentration, alors que l'ajout de sérotonine directement - selon les études effectuées - serait inutile, voir dangereux en raison du risque d'apparition d'un syndrome serotoninergique.

## Mécanismes d'actions

8 : pompe de recapture de la sérotonine (point rose).

### Augmentation de la sérotonine dans la fente synaptique
Dans le cerveau, l'information passe d'un neurone à l'autre par l'intermédiaire de la synapse, un espace entre deux neurones où le neurone qui envoie l'information libère des neurotransmetteurs. Ces neurotransmetteurs sont ensuite capturés par les récepteurs du neurone récepteur de l'information. Le neurone récepteur s'active et propage l'intervention jusqu’à une autre synapse grâce à un potentiel d'action. L'activation est transmise à chaque synapse par le même processus. Dans ce processus, environ 10 % des neurotransmetteurs libérés sont fonctionnellement perdus par recapture par le neurone émetteur, et donc sont émis mais pas reçus par le neurone post-synaptique.
Les ISRS ont un degré d'activité variable pour les autres transporteurs monoaminergiques. Les ISRS purs ont seulement une faible affinité pour les transporteurs de la noradrénaline et de la dopamine.
Un des mécanismes impliqués dans la dépression serait liée à un déficit en sérotonine. Les ISRS agissent en empêchant la recapture de la sérotonine par le neurone pré-synaptique. De fait, ce neurotransmetteur va rester plus longtemps dans l'espace synaptique, augmentant sa probabilité d'être reconnu par le neurone récepteur et majorant ainsi la stimulation de ce neurone.
Les ISRS sont décrits comme sélectifs parce qu'ils agissent uniquement sur les pompes de recapture spécialisées dans la sérotonine, par opposition à d'autres antidépresseurs qui agissent aussi sur d'autres neurotransmetteurs.

### Recherche chez l'animal nouveau-né
On peut créer des modèles animaux de dépression en donnant de la clomipramine (antidépresseur tricyclique)  à des animaux nouveau-nés entre 8 et 21 jours de vie,.  En 1997 Lundbeck a trouvé que le traitement avec l'ISRS LU-10-134-C, qui diffère seulement de son produit citalopram par deux atomes, pourrait donner des résultats similaires au clomipramine.  L'exposition néonatale au citalopram (ISRS) et à l'escitalopram opèrent des changements persistants de la transmission sérotonergique du cerveau, ce qui entraine des changements comportementaux,. Ces anomalies comportementales, dues à l'exposition néonatale d'antidépresseurs, présentes chez les animaux adultes sont renversés par un traitement antidépresseur.
En traitant des souris normales et des souris knock-out qui manquent du transporteur sérotonine avec la fluoxétine, des scientifiques ont montré que les réactions émotionnelles normales chez l'adulte, comme une courte latence pour éviter des chocs de pieds et la tendance à explorer de nouveaux environnements, dépendaient du processus de déblocage des transporteurs de sérotonine pendant la période néonatale,. Mais, quand de jeunes souris ont été traitées avec la SNRI desimipramine, elles se sont développées comme des adultes normaux, ce qui suggère que la sérotonine et la noradrénaline ont des effets différents sur le développement du cerveau.

### Effets à long terme
Certains effets secondaires peuvent perdurer indéfiniment après l'arrêt du traitement, parfois de manière atténuée ; aucune étude solide sur l'homme n'a évalué la prévalence de ce syndrome, qui a été reconnu par l'agence européenne des médicaments (EMA) en juin 2019, avec une demande aux laboratoires concernés d'ajouter une alerte à destination des patients.
Un traitement avec de la fluoxétine a mis en évidence une désensibilisation du récepteur de la sérotonine 5HT1A après son arrêt chez des rats. Ces changements à long terme des récepteurs 5HT, tout comme d’autres plus complexes, peuvent être dus à des modifications en termes d’expression des différents gènes,,,,.
Certaines de ces modifications d’expression des gènes sont le résultat d’une modification de l’ADN causée par un remodelage de la chromatine, et plus particulièrement un phénomène épigénétique de modification des histones par méthylation de l’ADN à la suite de l’augmentation de l’expression des protéines MeCP2 et MBD1. Ces mêmes mécanismes peuvent d’ailleurs aussi entrer en ligne de compte dans le mode d’action des thérapies électroconvulsives,.
La dysfonction sexuelle post ISRS pourrait être causée par les changements épigénétiques observés après la prise d'ISRS . Cette dysfonction sexuelle pourrait persister indéfiniment chez certains individus. Chez les animaux, les ISRS donnés à de jeunes rats pourraient entraîner une dysfonction érectile permanente, mais pas chez les rats adultes.
Comme ces changements sont très complexes, et peuvent donner lieu à des modifications permanentes de la structure de la chromatine, il a été suggéré que les ISRS pouvaient altérer de manière définitive l’expression des gènes au sein du cerveau, donnant lieu à diverses perturbations au niveau des neurotransmetteurs et entraîner des perturbations endocriniennes. Cependant, sans recherche plus approfondies, les causes sous-jacentes de ces phénomènes resteront inconnues.

## Critiques des ISRS dans la dépression
L'efficacité des ISRS dans le traitement de la dépression légère à modérée est discutée.
Deux méta-analyses d'essais cliniques trouvent que, en cas de dépression légère ou de dépression modérée, qui correspondent à la grande majorité des cas de dépression, l'effet des ISRS est petit ou nul comparé au placebo. Cependant, dans les cas de dépression sévère, l'effet des ISRS est cliniquement significatif,. L'(in)efficacité des antidépresseurs de seconde génération est similaire.
Une méta-analyse largement rapportée analysa 35 essais cliniques fournis à la Food and Drug Administration (FDA) avant l'autorisation de mise sur le marché (AMM) pour quatre nouveaux antidépresseurs (incluant les ISRS paroxétine et fluoxétine et les non ISRS nefazodone et l'IRSNa venlafaxine). Les auteurs ont conclu que, bien que l'efficacité supérieure des ISRS à un placebo soit significative, elle n'excédait pas les critères NICE d'un effet cliniquement significatif. En particulier, ils trouvèrent que la taille de l'effet (en anglais : effect size) était très petite pour les dépressions modérées mais augmentait lorsque la dépression était sévère. Certains chercheurs ont discuté l'analyse statistique de cette étude, suggérant qu'elle sous-estimait l'effect size des antidépresseurs mais même quand ils réanalysaient les données, ils trouvaient que l'efficacité était toujours inférieure au seuil NICE de différence cliniquement significative quand tous les résultats sont combinés (même si, séparément, la venlafaxine et la paroxetine dépassaient ce seuil),.
Une revue de 2010 arrive à la même conclusion,.

## Effets indésirables
- Alcoolisme : le professeur David Healy soutient que cette classe de médicament induit l'alcoolisme[44] confirmant ainsi une étude de l'université Yale parue en novembre 1994[45] ;
- Libido et sexualité
Les ISRS peuvent causer différentes dysfonctions sexuelles comme une anorgasmie, une diminution de la libido, des troubles de l'érection et un retard à l'éjaculation (c'est pourquoi ils sont étudiés dans le traitement de l'éjaculation précoce[46]). Les premières études montraient qu'il n'y avait pas de différence significative, du point de vue des effets indésirables, avec un placebo. Cependant, la question n'avait pas été clairement posée aux sujets. Les études plus récentes, tenant compte de cet aspect, font apparaître que 17 à 41 % de patients en souffrent[47],[48] bien que le manque de groupe placebo dans ces études tende à surestimer cette mesure. On pense que cela est causé par la libération de concentration extracellulaire de sérotonine dans le cerveau qui diminue la dopamine et la noradrénaline. Des essais cliniques sont menés afin de démontrer l'intérêt de l'agoniste de la dopamine Requip (ropinirole) pour contrer ces effets secondaires (durant le traitement par ISRS et également dans le cas de PSSD)[49] et également de l'amantadine[50],[51],[52]. Certains médicaments antidépresseurs ne sont pas associés avec des effets indésirables sexuels (comme le bupropione, le trazodone, l'agomélatine, la tianeptine, le nefazodone, le moclobémide, la mirtazapine[53],[54]). On a décrit un Post SSRI Sexual Dysfunction (PSSD) qui est un dysfonctionnement sexuel causé par un traitement par les médicaments antidépresseurs ISRS. Le PSSD persiste après la fin du traitement par l'ISRS et peut devenir chronique et irréversible[55],[56]. Des changements s'opèrent au niveau de la fonction de l'axe hypothalamo-hypophyso-testiculaire[57] : diminution des taux de testostérone[58], diminution du nombre de spermatozoïdes (qui réaugmente après de l'arrêt du traitement)[59] et entraîne une diminution de la qualité du sperme avec des dégâts sur son ADN (ceux-ci étant réversibles après l'arrêt du traitement)[60].
Dans le cas où il existe des dysfonctions sexuelles (désir sexuel hypoactif, anorgasmie, trouble de l'excitation…) avant l'apparition d'un état dépressif, une utilisation d'un ISRS sera déconseillée car cela pourrait avoir un effet contre-productif[61],[62].
- Malformations
Chez la femme enceinte, la paroxétine est associée à certaines malformations cardiaques. Il existe un risque possible de troubles comportementaux chez l'enfant de la mère exposée[63], dont des comportements de types autistiques[64]. Ce risque, non confirmé, serait toutefois faible[65],[66].
- Virage maniaque (manie ou hypomanie)
Des utilisateurs avec des troubles bipolaires sont à plus grand risque[67].
- Dépendance
Cela est particulièrement important avec la paroxétine[68],[69]. Les ISRS ont un potentiel d'abus faible[réf. souhaitée].
Lors de l'arrêt d'un antidépresseur, remplacer un traitement antidépresseur avec une demi-vie courte par un antidépresseur avec une demi-vie plus longue (ex : fluoxétine ou citalopram) peut diminuer la sévérité et la probabilité de souffrir de syndrome d'arrêt des antidépresseurs[70],[71].

- Levée d'inhibition
(idées suicidaires et passages à l'acte surtout chez l'enfant et l'adolescent)[72],[73],[74],[75].
Par exemple une analyse de la FDA reprenant des essais cliniques sur des enfants avec un état dépressif majeur trouva une augmentation statistiquement significative des risques de « idées suicidaires et comportement suicidaire » d'environ 80 % et d'agitation et d'hostilité de 130 %[76].
En 2004, la MHRA (Medicines and Healthcare products Regulatory Agency) du Royaume-Uni jugea la fluoxétine comme le seul antidépresseur qui offrait un rapport bénéfice-risque favorable dans la dépression bien qu'il soit associé à une petite augmentation du risque d'auto-agressivité et d'idées suicidaires[77]. Cependant, la fluoxétine n'a pas d'AMM anglais pour cette utilisation.
- Perte ou gain de poids (gain de poids plus important avec la paroxétine[78])
- Tremblements[79]
- Akathisie[80],[81],[82],[83]
- Augmentation des saignements, en particulier digestif[84], surtout s'ils sont associés aux anti-inflammatoire nonstéroïdiens[85]. Augmentation des hémorragies intra-cérébrales (RR=1,48)[86].
- Photosensibilité[87]
- Risque augmenté de fracture[88]
- Anhédonie [89]

Effets indésirables à sourcer [réf. nécessaire]
- Troubles du système nerveux autonome comme une hypotension orthostatique ou augmentation ou diminution de la transpiration
- Troubles digestifs à types de nausées vomissements ;
- Syndrome de sécrétion inappropriée de l'hormone anti-diurétique (SIADH) ;
- Modification des rêves qui deviennent plus vivants ou bizarres[réf. nécessaire] ;
- Apathie[réf. nécessaire] ;
- Céphalées (effet à court terme fréquent)[réf. nécessaire] ;
- Bruxisme[réf. nécessaire] ;
- Acouphènes[réf. nécessaire] ;
- Étourdissement[réf. nécessaire] ;
- Fatigue[réf. nécessaire] ;
- Mydriase (dilatation de la pupille)[réf. nécessaire] ;
- Rétention urinaire[réf. nécessaire] ;
- Insuffisance rénale[réf. nécessaire] ;
- Paresthésies[réf. nécessaire] ;
- Syndromes dissociatifs et troubles cognitifs[réf. nécessaire]

La plupart des effets secondaires disparaissent après une phase d'adaptation à l'exception notable des troubles d'ordre sexuels. Ainsi souvent l'instauration d'un IRS se fait de manière progressive.

## Syndrome de discontinuation associé aux antidépresseurs
L'arrêt ou la réduction marquée de la dose d'un traitement ISRS peut provoquer un syndrome de discontinuation associé aux antidépresseurs.